# Lincicochylis argentifusa
Lincicochylis argentifusa är en fjärilsart som beskrevs av Walsingham 1914. Lincicochylis argentifusa ingår i släktet Lincicochylis och familjen vecklare. Inga underarter finns listade i Catalogue of Life.